# 洪深
洪深（1894年12月31日—1955年8月29日），学名达，号伯骏，字潜斋，又作浅哉，曾用笔名庄正平、乐水、肖振声等。江苏武进人，近代中国剧作家、导演、戏剧演员、戏剧理论家与左翼社会活动家，中国话剧、电影事业的先驱与奠基者，与欧阳予倩、田汉并称“中国现代戏剧三大奠基人”。
1894年，洪深出身于常州武进的官僚家庭，自幼爱好文艺。1912年，洪深进入清华学校就读，并参与业余戏剧活动。1915年-1916年，洪深创作并执导了《卖梨人》、《贫民惨剧》两部话剧，自此开始编演戏剧。1916年，洪深进入俄亥俄州立大学学习陶瓷制造专业。1919年，洪深转入哈佛大学，师从乔治·贝克，成为中国第一个专门学习戏剧的留学生。1922年春，实践经验丰富的洪深回到上海，经欧阳予倩介绍，洪深于1923年成为戏剧协社排演主任，并于1924年改写、执导《少奶奶的扇子》，向中国引进了西方的现代话剧。1928年，洪升提出“话剧”概念，区别先前的“新剧”。
1926年，洪深参与创办复旦剧社，并成为首任领导者。1929年，洪深加入南国社，从此与田汉合作。1925年-1937年，洪深加入明星电影公司担任编导，并创作了中国第一部完整的电影剧本《申屠氏》与中国第一部有声电影剧本《歌女红牡丹》。1930年，洪深加入中国左翼作家联盟，投入左翼戏剧运动；同年，他抗议辱华电影《不怕死》，获得了一定的社会反响，是为不怕死事件。中国抗日战争全面爆发后，洪深辞去教授职位，领导上海救亡演剧二队赴内地宣传。1938年，洪深担任国民政府军事委员会政治部第三厅的戏剧科科长，筹建了十个抗战演剧队。1940年代后，由于其亲共产党立场，洪深屡遭中国国民党打压，辗转多个高校教书。1948年年底，洪深进入解放区，并在1949年后担任文化部对外联络局局长、中国人民对外文化协会副会长、中国戏剧家协会副主席、中国作家协会理事等职，负责中外文化交流工作。

## 生平
洪深为洪亮吉的六世孙，洪述祖之子，也是洪金宝的叔祖父。其于1894年出生于常州武进的官僚家庭。中学时代，洪深先后就读于上海徐汇公学、南洋公学、天津铃铛阁中学，1912年考入北京清华学校实科，被编入丙辰级（1916年是丙辰年，即會在1916年畢業）。1915年创作第一个有对白的剧本《卖梨人》。1916年创作话剧《贫民惨剧》。1916年清华学校毕业后赴美国留学，先就读于俄亥俄州立大学化工系陶瓷制造专业，1919年考入哈佛大学，进入乔治·贝克教授主办的戏剧训练班，改学戏剧，并获硕士学位。1919年创作英文话剧《虹》。1922年回到上海，先后任职于复旦大学、暨南大学等校，主要担任英文教授等职。
1922年冬创作成名剧作《赵阎王》并于1923年2月上演。1923年9月，经欧阳予倩与汪优游介绍，加入戏剧协社。1924年初，他改译并导演的《少奶奶的扇子》一剧获得巨大成功。在复旦大学任教时，领导成立了复旦剧社。1928年4月首先提出使用“话剧”一词作为新式戏剧的名称，并于次年撰写了《从中国的“新戏”说到“话剧”》一文。1928年冬加入南国社。
1924年进入电影界，1925—1937年间任明星影片公司的编导，创作了《申屠氏》（中国第一个电影文学剧本）、《冯大少爷》、《劫后桃花》、《歌女红牡丹》（中国第一部有声电影）等电影剧本。同时并创办中华电影学校，成为中国电影业的开拓者之一。
1929年上海放映美国影片《不怕死》时，他当场愤怒抗议，批判该片肆意丑化中国人，劝导观众退票。
1930年加入中国左翼作家联盟和左翼戏剧家联盟。1930年～1932年间，写出代表作农村三部曲《五奎桥》、《香稻米》、《青龙潭》。
1934年到青岛任山东大学外文系主任。1935年夏与同在青岛的王统照、老舍等人共同创办了文艺刊物《避暑录话》。
1936年与沈起予、夏衍等共同创办《光明》半月刊。
1936年受聘为中山大学英国语言文学系教授。
1937年8月13日淞沪会战爆发后，洪深辞去大学教授职位，组建救亡演剧队，深入内地城乡进行抗日救亡宣传。1938年赴武汉，在军委政治部任戏剧科长，组织了十几个抗敌演剧队。1940年秋，洪深任文化工作委员会委员。1941年春到广东中山大学任英文系教授兼系主任，假期中为桂林新中国剧社导演《再会吧，香港！》，1942年被中山大学解聘后到四川江安国立戏剧专科学校任教，同年冬去重庆，为中华剧艺社导演《法西斯细菌》等剧。
抗战胜利后随复旦大学回到上海，1947年夏到上海戏剧专科学校任教。在复旦大学、上海戏专任教之余，编辑《戏剧与电影》周刊，导演《丽人行》等剧。1948年春离沪到厦门大学任教。
1948年末经香港、大连辗转于1949年初抵达北平，5月赴苏联参加第一届世界和平代表大会，9月参加中国人民政治协商会议，当选为委员。1953年当选为中国文学艺术界联合会主席团委员及中国戏剧家协会副主席、中国作家协会理事。1954年被选为中国人民对外文化协会副会长、第一届全国人民代表大会代表，继任中国人民政治协商会议第二届全国委员会委员，并历任文化部对外文化联络事务局副局长、国务院对外文化联络局局长。
1954年12月，洪深奉派出国与民主德国、匈牙利、波兰签订文化交流协定。
1955年8月29日因患肺癌在北京逝世。

## 著作
终其一生，洪深创作了38部电影剧本、55部话剧剧本（含译作）、并撰写了12部影剧理论专著。
- . 現代書局. 1932.
- . 現代書局. 1934.
- . 中国戏剧出版社. 1957.